# No Jacket Required
| 전문가 평가                   | 전문가 평가 |
| 평가 점수                     | 평가 점수   |
| 출처                          | 점수        |
| ----------------------------- | ----------- |
| AllMusic                      | [ 2 ]       |
| The Daily Vault               | A           |
| Encyclopedia of Popular Music | [ 4 ]       |
| The Press                     | [ 5 ]       |
| Record Collector              | [ 6 ]       |
| The Rolling Stone Album Guide | [ 7 ]       |
| The Village Voice             | C           |

《No Jacket Required》는 영국의 드러머이자 싱어송라이터인 필 콜린스의 세 번째 솔로 스튜디오 음반이다. 원래 1985년 1월 25일 또는 2월 18일에 버진 레코드(영국과 아일랜드), 애틀랜틱 레코드(미국과 캐나다), 워너 뮤직 그룹(세계 나머지)에 발매되었다. 헬렌 테리, 피터 가브리엘(콜린스의 전 제네시스 밴드 동료), 스팅 등 게스트 백 보컬리스트들이 참여한다. 〈Don't Loss My Number〉와 〈Sussudio〉와 같은 노래들 중 일부는 즉흥 연주를 기반으로 했다. 〈Long Long Way to Go〉와 같은 다른 노래들은 정치적 메시지를 담고 있었다. 〈One More Night〉, 〈Sussudio〉, 〈Don't Lose My Number〉, 〈Take Me Home〉이 싱글로 발매되었다. 네 개의 싱글은 모두 빌보드 핫 100 차트에서 상위 10위 안에 들었고, 〈Sussudio〉와 〈One More Night〉는 1위에 올랐다. 영국에서 발매된 세 개의 싱글은 모두 영국 차트에서 상위 20위 안에 들었다. 〈Take Me Home〉과 〈Long Long Way to Go〉를 포함한 많은 곡들이 《마이애미의 두 형사》와 《콜드 케이스》 에피소드에 등장했고, 〈The Man with the Horn〉은 〈Phil the Shill〉 에피소드에 다시 쓰여졌다. 〈We Said Hello Goodbye〉는 영화 《플레잉 포 킵스》로 리믹스되었다.
발매되자마자, 이 음반은 대다수의 음악 평론가들로부터 호의적인 평가를 받았고 1986년 올해의 음반상을 포함하여 3개의 그래미 어워드를 수상했다. 《뉴욕 타임스》의 스티븐 홀든은 콜린스가 "조용히 혁명을 일으키고 팝 음반 제작에서 드럼의 역할을 확장하고 있다"고 썼다. 《롤링 스톤》의 평론가 데이비드 프릭은 "그의 81년과 82년 외출, 《Face Value》와 《Hello, I Must Be Going!》, 《No Jacket Required》는 호감을 받기 위해 기다리는 음반이 아니다"라고 썼다. 콜린스의 가장 상업적으로 성공한 솔로 음반은 미국, 영국, 캐나다 등 여러 나라에서 1위에 올랐다. 미국 음반 산업 협회에 따르면, 이 음반은 미국에서 1,200만 장 이상이 팔렸고, 영국에서는 200만 장 이상이 팔렸으며, 6배 플래티넘 인증을 받았다. 이 음반은 1985년 영국에서 두 번째로 많이 팔린 음반으로, 다이어 스트레이츠의 《Brothers in Arms》에 밀려 1위를 차지했다. 전 세계적으로 이 음반은 2,500만 장 이상이 팔려 역대 가장 많이 팔린 음반 중 하나가 되었다. 《No Jacket Required》는 로큰롤 명예의 전당의 "최종 200" 목록에서 74위에 올랐다. 이 음반은 또한 2010년 브릿 어워드가 선정한 지난 30년 동안 최고의 영국 음반 후보에 올랐지만, 결국 오아시스의 《(What's the Story) Morning Glory?》에 패했다.
음반 발매 후 콜린스는 성공적인 No Jacket Required World Tour에 착수했다. 그 투어의 마지막에 콜린스는 1985년 7월 13일 런던과 필라델피아 라이브 에이드 콘서트에서 공연했다. 투어 동안 콜린스는 영화 《백야》를 위해 마릴린 마틴과 함께 〈Separate Lives〉라는 노래를 녹음했는데, 이 노래는 미국에서 1위, 영국에서 10위 안에 들었다. 이 음반의 6곡의 리믹스는 나중에 1987년에 발매된 《12"ers》 컴필레이션 음반에 포함되었다.

## 커버 아트
빨간색/오렌지 빛으로 빛나는 콜린스의 얼굴의 《No Jacket Required》(《Face Value》 테마의 연속)의 커버 이미지는 음반의 "핫"하고 업 템포의 성격을 강조하기 위한 것이었다. 콜린스는 그의 자서전 《Not Dead Yet》에서, 사진 촬영 중에 땀의 환상을 주기 위해 글리세린을 그의 이마에 뿌렸다고 말했다. 음반의 안쪽 소매와 후속 홍보 자료의 사진에서 콜린스는 크기가 너무 큰 수트를 입음으로써 사건을 풍자하는 것처럼 보였다.

## 발매 및 상업적 성과
《No Jacket Required》는 1985년 2월 18일에 발매되었다. 리드 싱글은 영국의 〈Sussudio〉와 미국의 〈One More Night〉였다. 두 곡 모두 리처드 브랜슨이 소유한 런던 펍에서 촬영된 뮤직 비디오가 있었는데 , 콜린스가 빌딩이 문을 닫기 전과 닫은 후에 연주한 것이 특징이다.
3월 첫째 주, 콜린스가 〈Against All Odds〉로 그래미 어워드를 수상한 직후, 이 음반은 영국 음반 차트에서 1위를 차지했고 빌보드 200에서 24위를 차지했다. 또한 독일 차트에서는 10위, 캐나다에서는 15위에 올랐다. 그 달 말까지, 그것은 미국에서도 1위로 올라섰다. 콜린스는 〈One More Night〉가 같은 주에 빌보드 핫 100을 이끌었기 때문에 음반과 싱글 빌보드 차트에서 모두 1위를 한 15번째 영국 가수가 되었다. 콜린스가 필립 베일리와 듀엣한 〈Easy Lover〉가 영국 싱글 차트 1위를 차지한 영국에서도 같은 일이 일어나고 있었다. 《No Jacket Required》는 7주 동안 미국 차트에서 1위를 차지했고, 영국 차트에서는 5주 동안 1위를 차지했다.
〈Sussudio〉는 영국에서 싱글로 발매된 첫 번째 트랙이며, 미국에서 발매된 두 번째 트랙이다. 영국에서 이 곡은 영국 차트에서 12위에 올랐다. 미국에서는 5월에 MTV에서 자주 로테이션에 들어갔고, 7월 6일에는 싱글과 음반이 각각 미국 빌보드 차트에서 1위에 올랐다. 〈One More Night〉는 〈Against All Odds〉에 이어 콜린스의 두 번째 미국 1위 싱글로, 싱글 차트에서 4위를 기록하며 영국에서 톱 10에 진입한 네 번째 싱글이다. 영국에서의 B-사이드는 〈I Like the Way〉였고, 미국 버전은 〈The Man with the Horn〉을 피처링했다.
한편, 콜린스가 미국에서만 발매한 싱글 〈Don't Lose My Number〉는 1985년 9월 말 빌보드 핫 100 차트에서 4위를 차지했고, 싱글의 B-사이드는 〈We Said Hello Goodbye〉이다. 콜린스는 해당 뮤직비디오의 줄거리를 구상하는 데 어려움을 겪었다. 그는 이 어려움을 바탕으로 개그 영상을 만들기로 결심했다. 비디오에서, 그는 의뢰인과 감독들에게 말을 걸었고, 모두 그에게 미친 개념적 아이디어를 주었다. 콜린스는 마이클 잭슨, 데이비드 리 로스, 엘튼 존, 더 카스, 폴리스 등의 다른 비디오들을 패러디한다. 이 가수는 《매드 맥스》, 서부극, 사무라이 영화의 패러디도 촬영했다.
이 음반에서 발매된 마지막 싱글인 〈Take Me Home〉은 콜린스의 가장 잘 알려진 곡들 중 하나로 종종 여겨지며, The No Jacket Required World Tour 이후 그의 모든 투어의 일부였다. 미국 빌보드 차트 7위, 영국 차트 19위에 올랐다. 이 곡은 싱글 발매 예정이 아니었지만, 이 곡이 트랙을 연주하기로 결정한 몇몇 미국 라디오 방송국에서 공중파 방송으로 히트한 후 그렇게 하기로 결정했다. 〈Take Me Home〉은 콜린스가 전 세계 여러 곳에서 노래를 부르는 비디오도 얻었다.
이 음반의 한 곡은 나중에 발매될 때까지 차트 성공을 거두지 못했다. 〈Who Said I Will〉은 이 음반의 싱글로 발매되지 않았다. 하지만 라이브 버전은 미국에서 《Serious Hits... Live!》 음반의 싱글로 발매되어 빌보드 핫 100에서 73위에 올랐다. 《No Jacket Required》 홈 비디오를 위해 오리지널 버전의 뮤직 비디오가 촬영되었다. 그것은 콜린스가 콘서트에서 그 노래를 연주하는 것을 특징으로 한다. 싱글로 발매되지 않은 곡들 중 일부는 여전히 빌보드 차트에 올랐다. 〈Inside Out〉은 핫 메인스트림 록 차트에서 9위에 올랐다. 〈The Man with the Horn〉은 싱글로도 발매되지 않았지만(음반에 수록되지 않음) 핫 메인스트림 록 트랙에서 38위에 올랐다.

## 곡 목록
모든 곡들은 특별한 언급이 없는 한 필 콜린스에 의해 작사/작곡하였다.
| #  | 제목                         | 작사·작곡               | 재생 시간 |
| -- | ---------------------------- | ----------------------- | --------- |
| 1. | 〈Sussudio〉                 |                         | 4:23      |
| 2. | 〈Only You Know and I Know〉 | 콜린스, 데릴 슈투에르머 | 4:20      |
| 3. | 〈Long Long Way to Go〉      |                         | 4:20      |
| 4. | 〈I Don't Wanna Know〉       | 콜린스, 슈투에르머      | 4:12      |
| 5. | 〈One More Night〉           |                         | 4:47      |

| #   | 제목                                      | 작사·작곡          | 재생 시간 |
| --- | ----------------------------------------- | ------------------ | --------- |
| 6.  | 〈Don't Lose My Number〉                  |                    | 4:46      |
| 7.  | 〈Who Said I Would〉                      |                    | 4:01      |
| 8.  | 〈Doesn't Anybody Stay Together Anymore〉 | 콜린스, 슈투에르머 | 4:18      |
| 9.  | 〈Inside Out〉                            |                    | 5:14      |
| 10. | 〈Take Me Home〉                          |                    | 5:51      |

## 인증
| 국가                                                  | 인증         | 판매량/출하량 |
| ----------------------------------------------------- | ------------ | ------------- |
| 아르헨티나 (CAPIF)                                    | 3× 플래티넘  | 180,000^      |
| 오스트레일리아 (ARIA)                                 | 플래티넘     | 300,000       |
| 오스트리아 (IFPI 오스트리아)                          | 플래티넘     | 50,000*       |
| 벨기에 (BEA)                                          | 플래티넘     | 50,000*       |
| 캐나다 (뮤직 캐나다)                                  | 다이아몬드   | 1,000,000^    |
| 핀란드 (Musiikkituottajat)                            | 골드         | 34,203        |
| 프랑스 (SNEP)                                         | 2× 플래티넘  | 600,000*      |
| 독일 (BVMI)                                           | 3× 플래티넘  | 1,500,000^    |
| 홍콩 (IFPI 홍콩)                                      | 플래티넘     | 20,000*       |
| 이탈리아 (FIMI)                                       | 골드         | 100,000       |
| 네덜란드 (NVPI)                                       | 플래티넘     | 100,000^      |
| 뉴질랜드 (RMNZ)                                       | 플래티넘     | 15,000^       |
| 스페인 (PROMUSICAE)                                   | 플래티넘     | 100,000^      |
| 스위스 (IFPI 스위스)                                  | 2× 플래티넘  | 100,000^      |
| 영국 (BPI)                                            | 6× 플래티넘  | 1,934,912     |
| 미국 (RIAA)                                           | 12× 플래티넘 | 12,000,000^   |
| 요약                                                  |              |               |
| 전 세계                                               | —            | 25,000,000    |
| *판매량을 기반으로 한 인증 ^출하량을 기반으로 한 인증 |              |               |

## 같이 보기
- 가장 많이 팔린 음반 목록
- 독일에서 가장 많이 팔린 음반 목록
- 미국에서 가장 많이 팔린 음반 목록